# Pierre Drevet (1663-1738)
Pour les articles homonymes, voir Drevet.
Pierre Drevet, né à Loire-sur-Rhône, près de Lyon le 20 juillet 1663 et mort à Paris le 9 août 1738, est un graveur français.

## Biographie

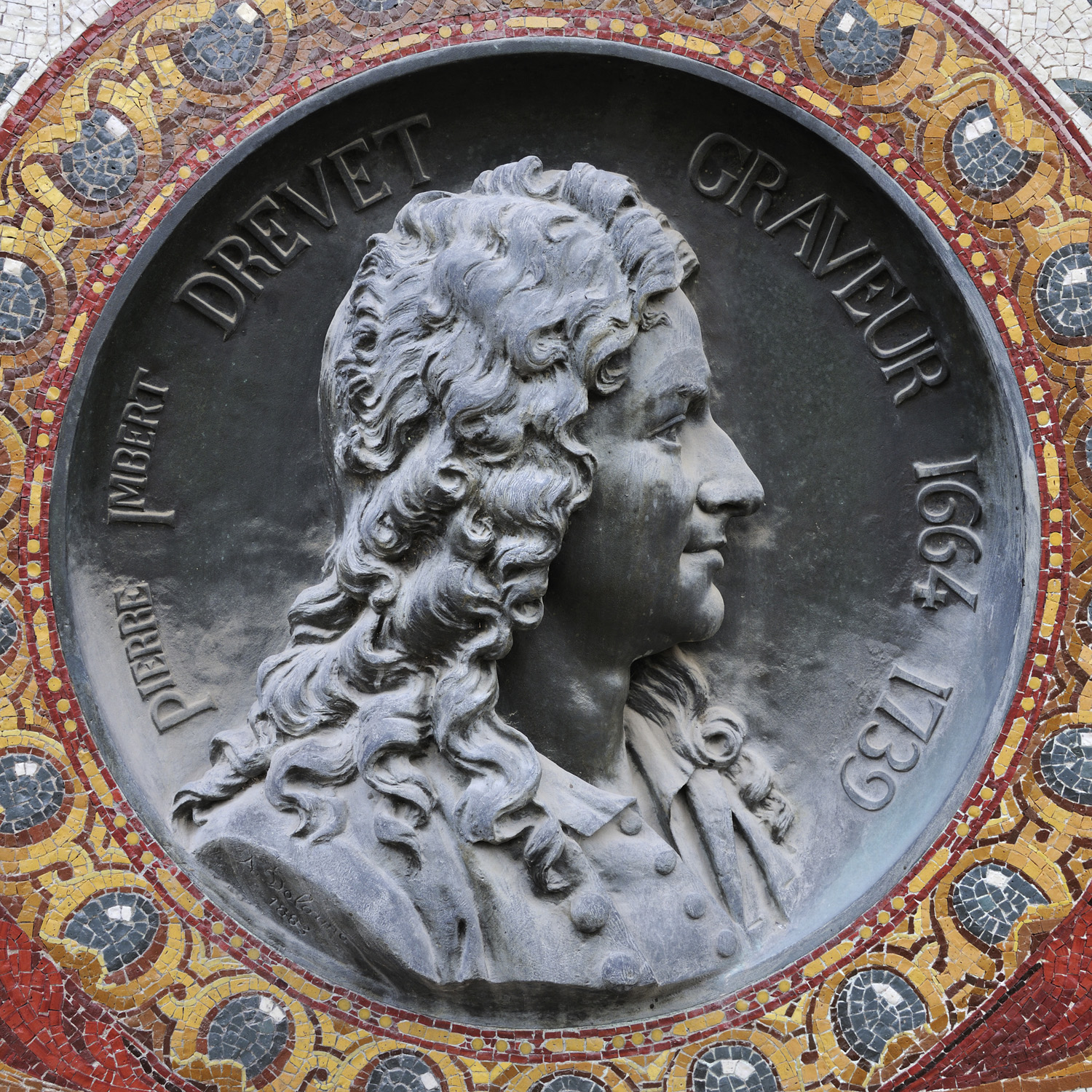
Médaillon de bronze à l'effigie de Pierre Drevet, par Jean-André Delorme, au musée des beaux-arts de Lyon.

Après avoir fait son apprentissage de graveur auprès de Germain Audran à Lyon, Pierre Drevet alla se perfectionner à Paris dans l’atelier du frère de son premier maître, Girard Audran. Il s’y lia d’amitié avec le peintre Hyacinthe Rigaud, qui orienta sa production vers la reproduction de portraits et lui apprit le dessin.
En 1692, Drevet s’émancipa d’Audran et s’installa comme éditeur d’estampes, d’abord rue Saint-Jacques au Point de France, puis au Coq devant les Mathurins, enfin en 1695, à l’image Saint-Prosper vis-à-vis des Mathurins.
En 1696, la gravure d’un portrait de Louis XIV d’après Rigaud lui valut d’être nommé graveur du roi : on le trouve alors rue du Foin.
Agréé à l’Académie le 22 septembre 1703, il y fut reçu le 27 août 1707. L’un de ses morceaux de réception fut le portrait de Robert de Cotte d’après Rigaud. En 1726, il obtint un logement aux galeries du Louvre qu’il partagea avec son fils, Pierre Imbert, graveur lui aussi.

## Œuvre
À part quelques estampes religieuses ou mythologiques, son œuvre, qui comprend cent vingt-cinq planches, se compose essentiellement de portraits, le plus souvent d’après Rigaud dont il fut l’interprète privilégié en même temps que l’ami fidèle.
Digne continuateur d’Edelinck et de Robert Nanteuil, Drevet joint la pureté et l’énergie du trait, à la perfection des détails. Par une savante gradation des noirs et la délicatesse de son burin, il sut rendre à merveille la chair et les tissus.
Parmi ses collaborateurs et ses élèves, il faut citer son fils, Pierre Imbert, son neveu, Claude, François Chéreau, Michel Dossier et Simon Vallée qui travaillèrent tous d’après Rigaud.

### Gravures d'après Hyacinthe Rigaud
- Louis XIV[1]
- Louis de France ou le grand dauphin (1661-1711)[2]
- Louis de France (1682-1712)[3]
- François-Louis de Bourbon-Conti (1664-1709)[4]
- Philippe V, roi d'Espagne, (1683-1746)[5]
- Nicolas Boileau[6]
- Jacques-Bénigne Bossuet[7]
- Balthazar-Henry de Fourcy[8]
- Samuel Bernard[9]
- Martin van den Bogaert dit Desjardins, sculpteur[10]
- Marie Cadenne, épouse de Martin Desjardins[11]
- Marie de Nemours[12]
- Jean-Paul Bignon, abbé[13]
- René François de Beauvau du Rivau (1664-1739)[14]
- Louis-Antoine de Noailles, cardinal, (1651-1729)[15]
- Jacques Nicolas Colbert, archevêque de Rouen (1655-1705)[16]
- Madame Keller[17]
- Léonard de Lamet, curé de Saint-Eustache, (1620-1705)[18]
- Charles Gaspard Dodun, controleur général des finances, (1679-1736)[19]
- Robert de Cotte, architecte (1656-1735)[20]
- Philippe de Courcillon de Dangeau, militaire, diplomate et mémorialiste[21]
- Pierre Gillet, procureur (1628-1720)[22]
- Maximilien Titon (1632-1711)[23]

Gravures d'après Hyacinthe Rigaud
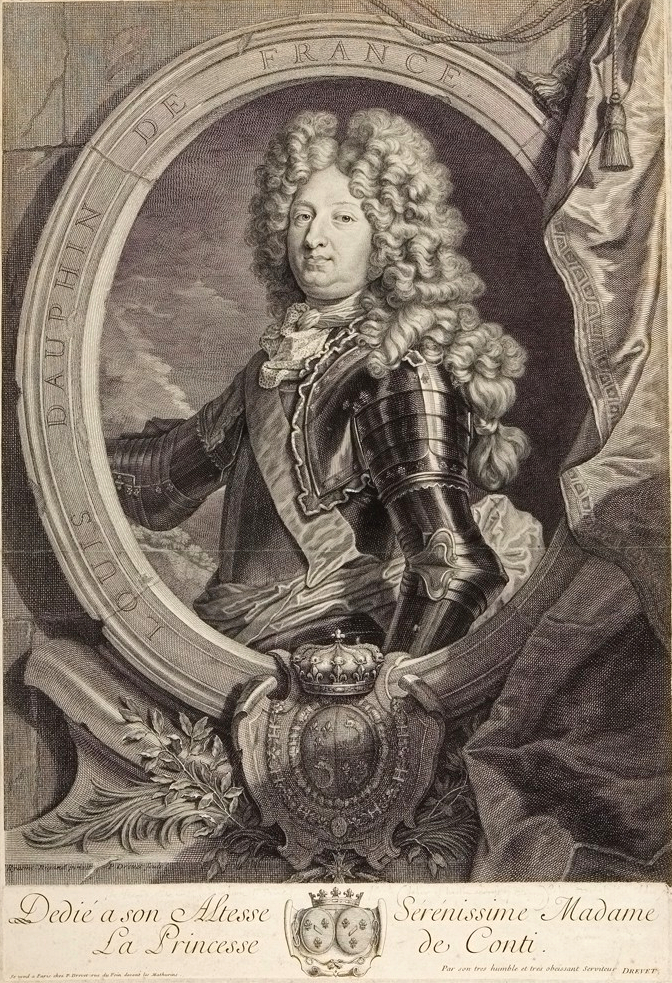
Louis dauphin de France
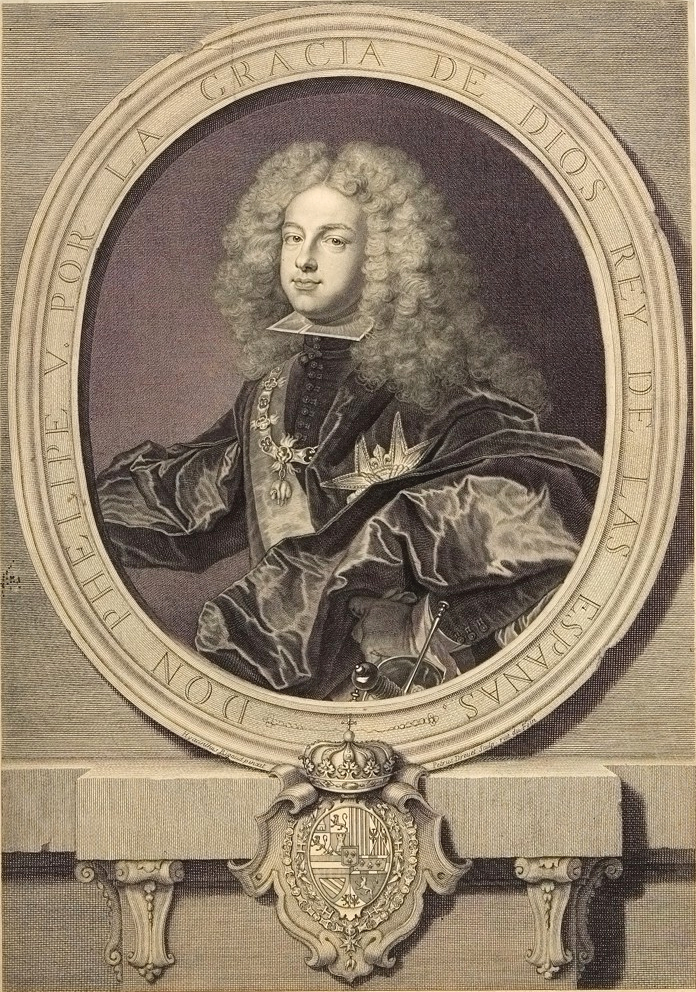
Philippe V, roi d'Espagne
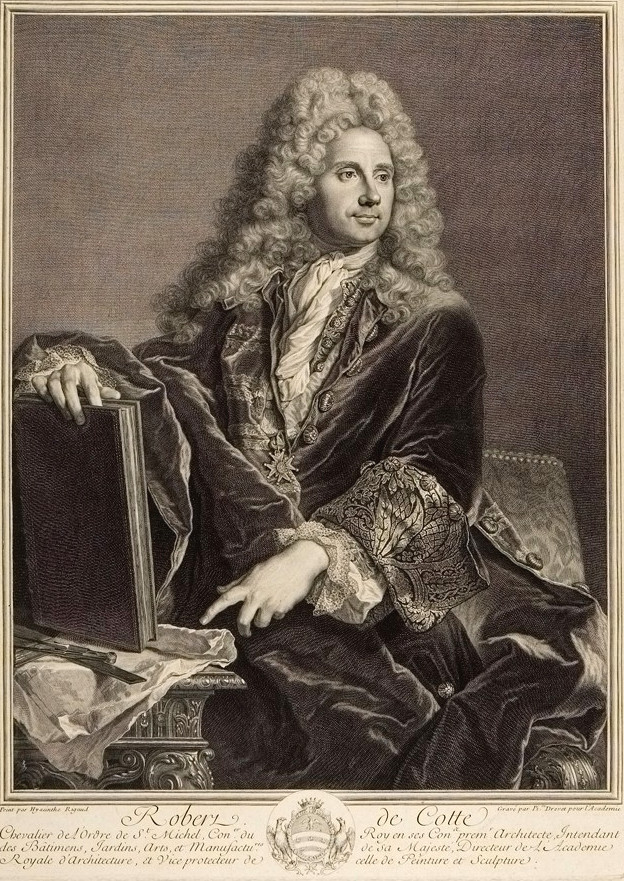
Robert de Cotte
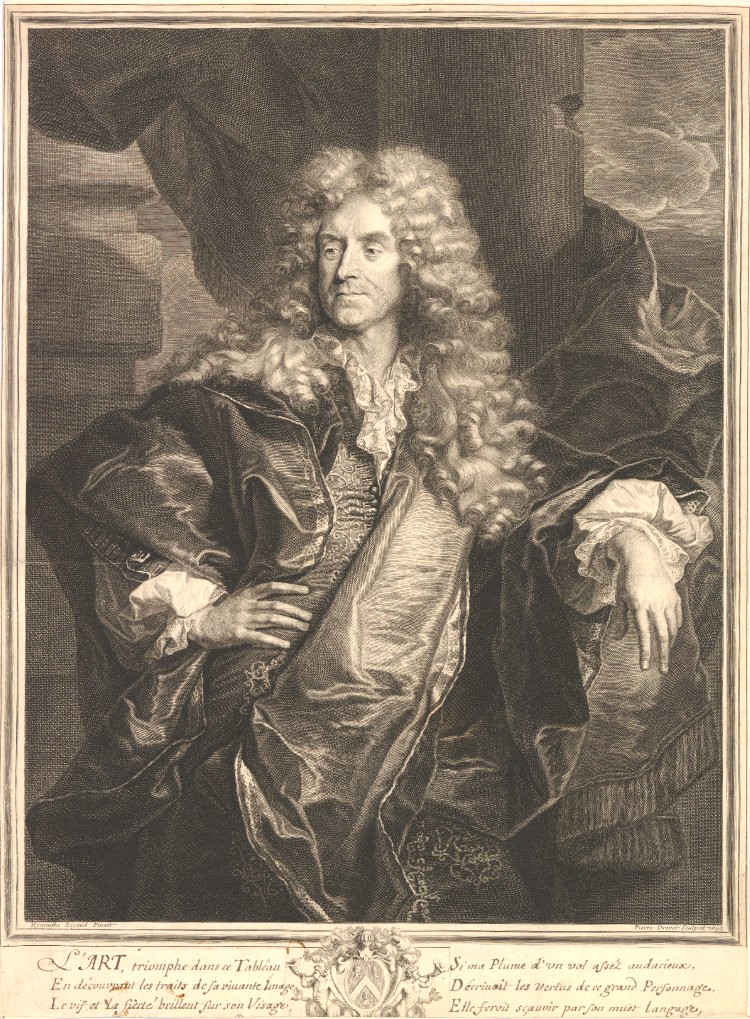
Maximilien Titon

### Autres gravures
- Louis IV Henri de Bourbon-Condé, (1692-1740)[24]
- Louis-Auguste de Bourbon (1670-1736)[25] , [26]
- Nicolas Lambert, seigneur de Thorigny[27]
- Louis II Phélypeaux de La Vrillière[28]
- Minerve montrant à Louis XV le temple de la gloire[29]
- André Félibien, architecte, historiographe du roi[30]
- Jean-Baptiste Forest, peintre (1635-1712)[31]
- Antoine Arnauld (1612-1694), théologien[32]
- Jean Issaly[33]
- Louis Hideux[34]
- Madame la duchesse douairière de Lesdiguières[35]
- Marie de l'Aubespine, épouse de Nicolas Lambert de Thorigny[36]
- Nicolas Lambert de Thorigny, président de la chambre des comptes de Paris[37]
- François Girardon, sculpteur, (1628-1715)[38]
- Jean-Martin Mitantier, greffier de l'Hôtel de Ville de Paris[39]
- Jean Polinier, Abbé de Sainte-Geneviève et supérieur général de la Congrégation de France, (1646-1727)[40]
- Nicolas Pierre Camus de Pontcarré, premier président du Parlement de Normandie (1667-1734)[41]
- Catherine de Bar (1614-1698)[42]

Autres gravures
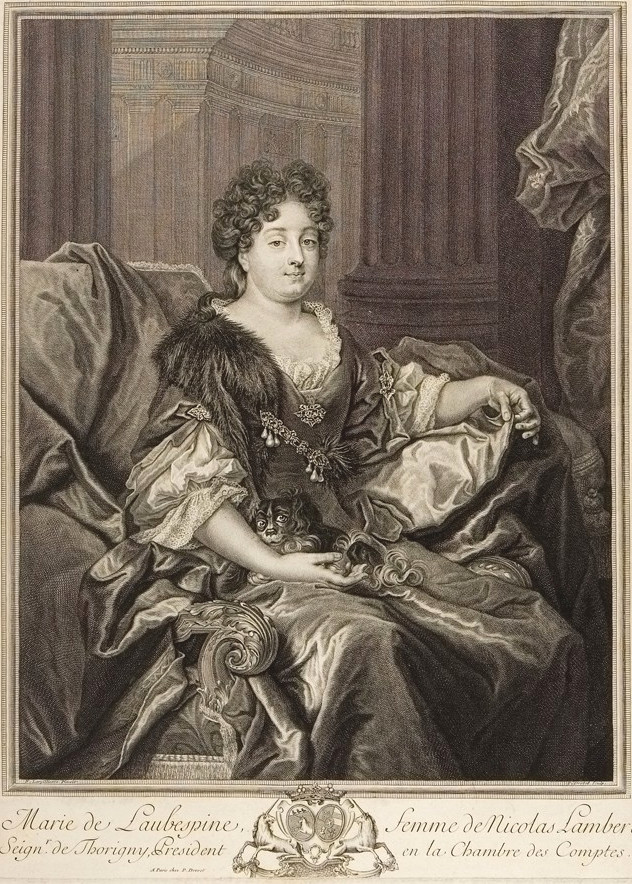
Marie de l'Aubespine
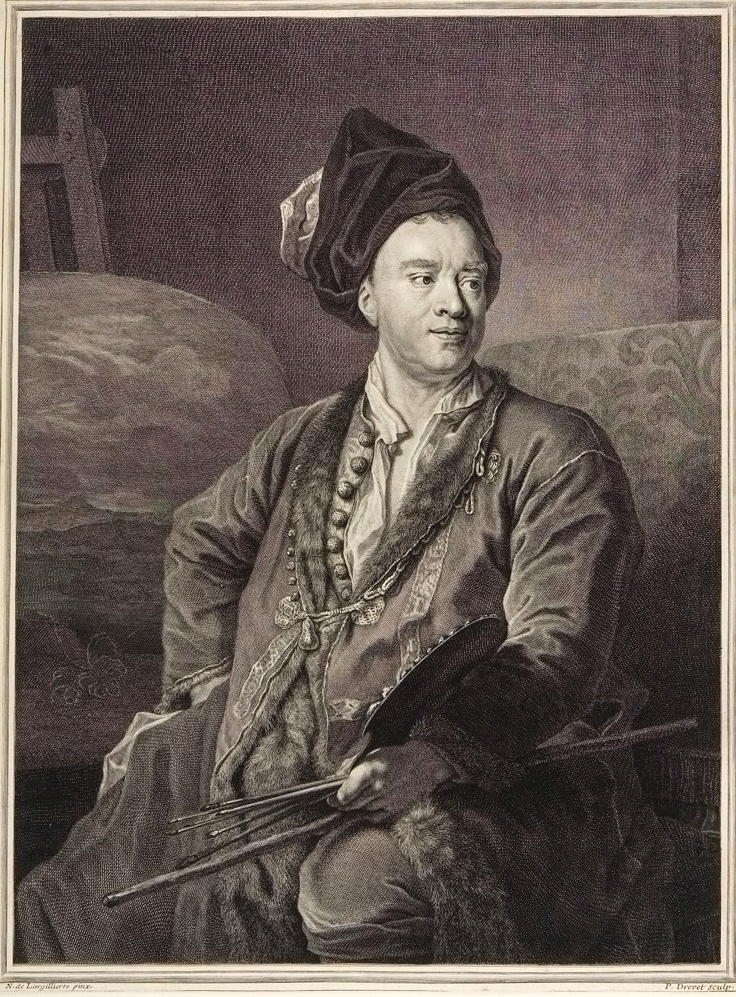
Jean-Baptiste Forest.
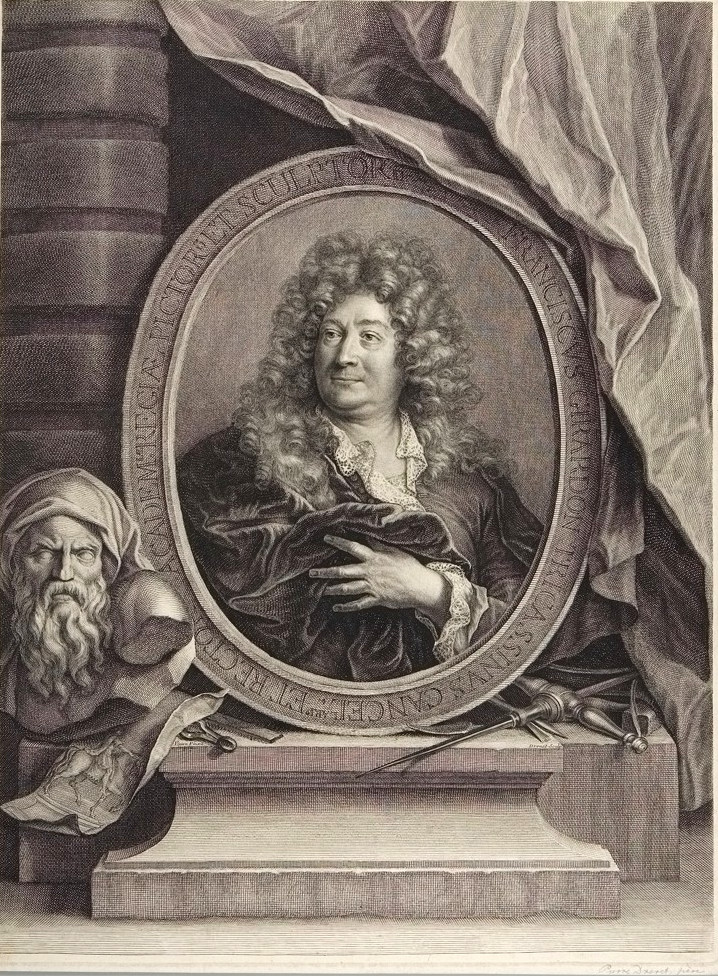
François Girardon.
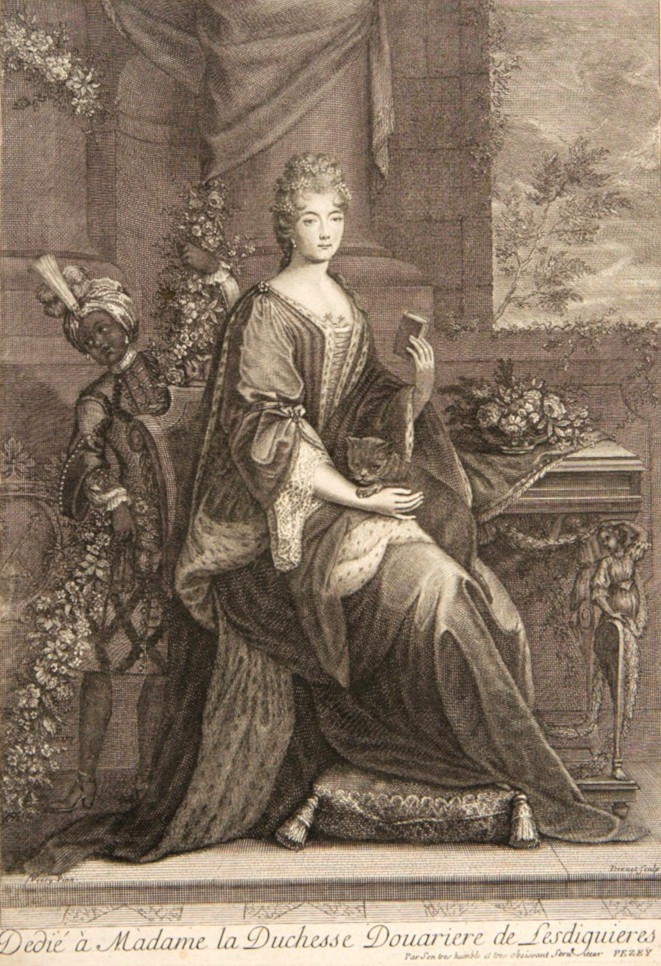
Madame de Lesdiguières et son esclave noire.
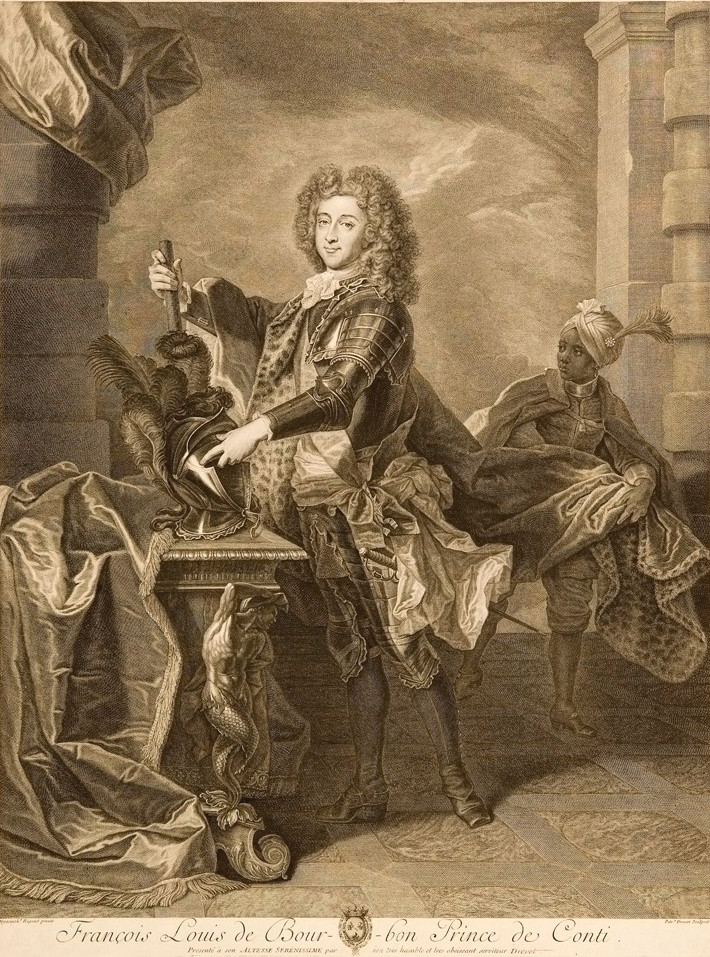
Le prince François-Louis de Bourbon-Conti et son esclave noir, 1700.

## Hommages
Depuis 1867, la rue Drevet sur la butte Montmartre à Paris porte son nom.

### Iconographie
Le portrait de Pierre Drevet a été peint par Hyacinthe Rigaud, huile sur toile, H. 1,16 m x L. 0,89 m, France, Lyon, musée des Beaux-Arts, inv. A-2865.
Un autre portrait de Pierre Drevet par Rigaud était conservé en 1886 dans la collection Jules Augustin Poulot (« Le musée des portraits d’artistes », dans Nouvelles Archives de l'Art français, 1886, p. 35).